# ويليام ريد (منافس ألعاب قوى)
ويليام ريد (بالإنجليزية: William Reed)‏ هو منافس ألعاب قوى أمريكي، ولد في 1 أبريل 1970.

## وصلات خارجية
- ويليام ريد على موقع الاتحاد الدولي لألعاب القوى (الإنجليزية)